# Iglesia del Santísimo Sacramento (Almácera)
La iglesia del Santísimo Sacramento (en valenciano Església del Santíssim Sacrament) es un templo católico situado al borde de la plaza Mayor de Almácera (Valencia, España). Aunque comenzó a construirse en 1792, su construcción se alargó hasta 1875. Conserva la arqueta de plomo donde, según la tradición, se custodiaban las formas que dieron origen al milagro de los peces.
Es Bien de Relevancia Local con identificador número 46.13.032-001.

## Estructura
La fachada, de ladrillo sobre base de sillería, destaca por su severidad académica y geométrica. Está enmarcada por dos torres de tres cuerpos, el primero con tres ventanas, el segundo con dos y el tercero con un hueco de medio punto con campanas, y coronadas por una balaustrada. La torre izquierda porta el reloj en el segundo cuerpo. Ambas torres quedan unidas por un frontón curvo con dos jarrones a cada lado, que a su vez enmarca un segundo frontón triangular con óculo en su tímpano, al que llegan dos pares de pilastras con capiteles corintios que flanquean la puerta adintelada, coronada por un gran relieve de piedra, de tema eucarístico.
Se trata de un edificio de tres naves y crucero. La central es de cañón rebajada y tiene cuatro tramos. Las laterales tienen bóvedas vaídas. Los pilares están decorados con pilastras acanaladas, adosadas y con capitel compuesto. El coro se sitúa a los pies, sobre la entrada principal. El presbiterio es amplio, con altar exento, sobre el que se sitúa un templete circular con cuatro columnas para exponer la Custodia, decorado con ángeles, alegoría de la Eucaristía y el Cristo Salvador, obra de Antonio Cortina Farinós, a quien también se deben varios frescos y las pinturas de los lunetos. La decoración no sigue ningún estilo definido, pero sigue las pautas de la iconografía eucarística tradicional. En el brazo izquierdo del crucero se abre la Capilla de la Comunión, y en el derecho la Sacristía. Se conserva la arqueta de plomo donde, según la tradición, se custodiaban las formas que dieron origen al milagro de los peces.

## Historia
La iglesia del Santísimo Sacramento está construida sobre el solar de un antiguo templo, levantado en 1347 y que fue anexo de la parroquia de Alboraya hasta 1352, desligándose de ésta a raíz del milagro de los peces. Dicho templo se derribó en 1699, comenzándose a construir la iglesia actual en 1792 según los planos de Vicente Marzo. Las obras, no obstante, se alargaron hasta 1875 en cuanto al templo en sí, mientras que el tercer cuerpo de la torre izquierda no se completó hasta finales de la década de 1980. La decoración interna fue restaurada en la década de 1940 para reparar los desperfectos que había sufrido a raíz de la guerra civil española. También sufrió algunos daños por la riada de 1957.